# フリードリヒ1世 (マイセン辺境伯)
フリードリヒ1世（Friedrich I., 1257年 - 1323年11月16日）は、マイセン辺境伯（在位：1292年 - 1323年）、テューリンゲン方伯（在位：1298年 - 1323年）。勇敢伯（der Freidige）、噛跡伯（der Gebissene）と言う2つの渾名を持つ。アルブレヒト2世と神聖ローマ皇帝フリードリヒ2世の娘マルガレータの次男。

## 生涯
伝説によれば、母は好色の父と仲違いして旅立つ前、フリードリヒの頬を噛んでフランクフルト・アム・マインへ去っていった為、噛跡伯の名が付いたとされる。事の真偽はともかく、父とは不仲であり、兄のハインリヒ、弟のディーツマンと共に叔父のランツベルク辺境伯ディートリヒの元を頼った。なお、ハインリヒは1283年に行方不明となった。
1268年、母方の従兄のコッラディーノがイタリアで敗死すると、ホーエンシュタウフェン朝の相続権を主張、エルサレム王、シュヴァーベン大公を自称したが実行力はなかった。その後、父が異母弟アピッツにテューリンゲンを継がせようとした事に反発、内戦を始めた。初めは父が優勢でフリードリヒが捕らえられるなど劣勢だったが、やがて巻き返しに出て1288年に父を捕らえ、翌1289年に和睦。1291年に従弟のフリードリヒ・トゥタ（ディートリヒの子）が亡くなり、その遺領をディーツマンと共に相続したが、テューリンゲンは父がローマ王アドルフに売却、1298年にアドルフが戦死して返還された。
1307年、ディーツマンが亡くなった事でテューリンゲンを相続した。しかし、ブランデンブルク辺境伯ヴァルデマールとの争いに敗れて捕縛、1312年、解放と引き換えにラウジッツを割譲せざるを得なかったが、1319年にヴァルデマールが、1320年にハインリヒ2世（ヴァルデマールの従兄弟）が死去、アスカーニエン家が断絶した隙を突いて奪われた領土の大部分を取り戻した。
1321年に脳卒中が起こり麻痺、1323年に死去。

## 家族
1286年、チロル伯兼ケルンテン公マインハルトの娘アグネスと結婚。1子を儲けた。 
1. フリードリヒ（1293年 - 1315年） - ザクセン＝ヴィッテンベルク公アルブレヒト2世の娘アンナと結婚

1300年、エリーザベト・フォン・アルンスハウク（ロブデブルク＝アルンスハウク伯ハルトマン11世の娘）と再婚、2子を儲けた。
1. エリーザベト（1306年 - 1368年） - ヘッセン方伯ハインリヒ2世と結婚。
2. フリードリヒ2世（1310年 - 1349年） - マイセン辺境伯